# 椎田駅
椎田駅（しいだえき）は、福岡県築上郡築上町大字椎田にある、九州旅客鉄道（JR九州）日豊本線の駅である。築上町役場の最寄り駅であり、特急以外の全列車が停車する。

## 歴史
- 1897年（明治30年）9月25日：初代豊州鉄道が開設[2]。
- 1901年（明治34年）9月3日：豊州鉄道が初代九州鉄道に買収[3]。
- 1907年（明治40年）7月1日：九州鉄道が国有化され帝国鉄道庁が所管[4]。
- 1961年（昭和36年）10月1日：貨物取扱廃止[5]。
- 1984年（昭和59年）2月1日：荷物扱い廃止[5]。
- 1987年（昭和62年）4月1日：国鉄分割民営化により九州旅客鉄道が継承[6]。
- 1989年（平成元年）3月7日：「みどりの窓口」を設置[7]。
- 2006年（平成18年）：ホーム嵩上げを施工。
- 2009年（平成21年）3月1日：ICカードSUGOCAの利用を開始[8]。
- 2022年（令和4年）
  - 3月11日：この日をもってきっぷうりばが営業を終了する予定だった[9]。
  - 3月12日：この日に無人化される予定だった[9]。
  - 4月1日：業務委託駅から簡易委託駅へと変更された。なお、無人化の予定日であった3月12日より3月31日までの間は、JR九州グループの社員が派遣され案内業務などを行った[10]。

## 駅構造

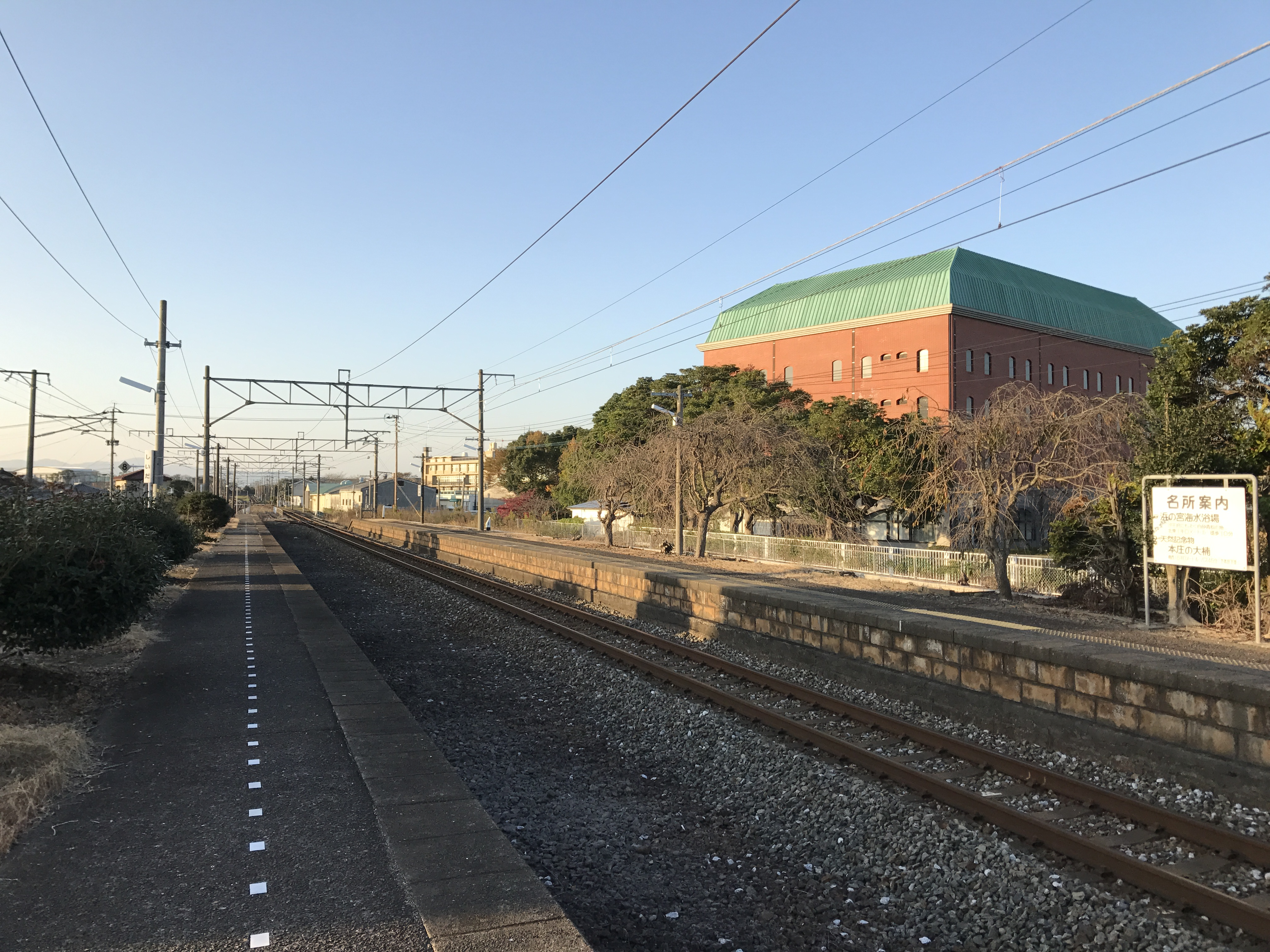
ホーム（2016年11月）

単式ホーム2面2線を有する地上駅。互いのホームは跨線橋で連絡している。日豊本線の東側に駅本屋が存在し本屋に面したホーム（1番線）が下り線のりば、跨線橋を渡った先の島式ホーム（2番線）が上り線のりばである。かつては1番線と島式ホームの間に中線があった。ホームは2006年に嵩上げされている。木造駅舎を有する。
築上町が駅業務を受託する簡易委託駅であり、きっぷうりばが設置されている。自動改札機は設置されていないが、簡易SUGOCA改札機とチャージ機が設置されている。SUGOCAの利用が可能であるが、カード販売は行わずチャージのみ取扱を行う。
2020年度下半期から放送されているJRグループのCM『ニッポンをつなぐ物語「親父のいる駅」篇』のロケ地となった。

### のりば
| のりば | 路線      | 方向 | 行先           |
| ------ | --------- | ---- | -------------- |
| 1      | ■日豊本線 | 下り | 宇島・中津方面 |
| 2      | ■日豊本線 | 上り | 行橋・小倉方面 |

## 利用状況
北九州の通勤通学圏内にありラッシュ時には小倉方面を中心に多くの人が利用する。築上西高校の最寄駅であり朝夕の時間帯は高校生で賑わう。
| 年度   | 1日平均 乗車人員 | 乗降人員 |
| ------ | ---------------- | -------- |
| 2010年 |                  | 2,368    |
|        |                  |          |
| 2016年 | 906              |          |
| 2017年 | 918              |          |
| 2018年 | 863              |          |
| 2019年 | 826              |          |
| 2020年 | 650              |          |
| 2021年 | 628              |          |
| 2022年 | 658              |          |
| 2023年 | 682              |          |

## 駅周辺
- 築上町役場（旧・椎田町役場）
- 築上町立図書館
- 福岡県立築上西高等学校
- 築上町立椎田小学校
- 築上町立椎田中学校
- 綱敷天満宮
- 築上町文化会館コマーレ
- 浜の宮海水浴場
- 福岡銀行椎田支店
- 福岡ひびき信用金庫椎田支店
- 椎田郵便局
- 東九州コミュニティー放送

## 隣の駅
九州旅客鉄道（JR九州）
■日豊本線
■快速（上りのみ運転）
築城駅 ← 椎田駅 ← 宇島駅
■普通
築城駅 - 椎田駅 - 豊前松江駅